# Роза (Порденоне)
Роза је насеље у Италији у округу Порденоне, региону Фурланија-Јулијска крајина.
Према процени из 2011. у насељу је живело 13443 становника. Насеље се налази на надморској висини од 35 м.